# Valdeobispo
Valdeobispo és un municipi de la província de Càceres, a la comunitat autònoma d'Extremadura (Espanya). Limita amb Aceituna al nord-oest, Santibáñez el Bajo i Ahigal al nord, Oliva de Plasencia i Plasència a l'est, Carcaboso al sud-est, Galisteo al sud i Montehermoso a l'oest.

## Demografia
| 2001 | 2002 | 2003 | 2004 | 2005 | 2006 | 2007 |
| ---- | ---- | ---- | ---- | ---- | ---- | ---- |
| 816  | 809  | 800  | 786  | 775  | 773  | 770  |